# Attilio Bulgheri
Attilio Bulgheri, né le 9 mars 1913 à Piombino dans la province de Livourne et mort le 23 décembre 1995 à Livourne dans la même province, est un joueur de football italien qui jouait au poste de gardien de but.

## Biographie
Au cours de sa carrière de portier, Attilio Bulgheri a gardé les cages des clubs de l'US Grosseto FC, de la Juventus (où il ne joue finalement qu'un seul et unique match le 29 mars 1942 lors d'un succès 1-0 sur Triestina), de l'AS Livourne Calcio et de l'Alexandrie Calcio, avant de finir sa carrière à Venturina.

## Palmarès
Juventus
- Championnat d'Italie (1) :
  - Champion : 1934-35.

- Coupe d'Italie (1) :
  - Vainqueur : 1941-42.